# El caballero del Sol

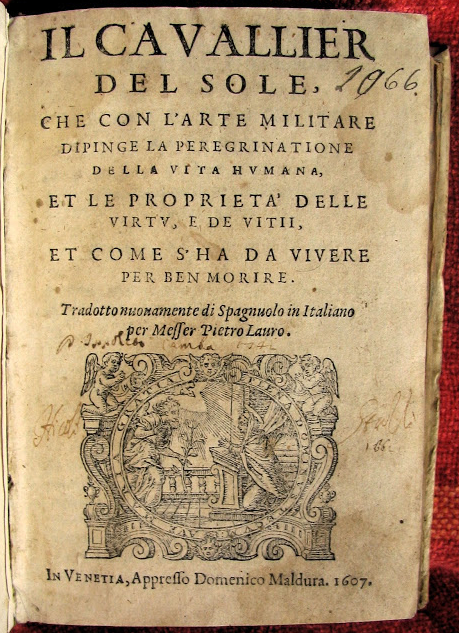
Portada de la edición italiana de 1607

El caballero del Sol es una narración caballeresca espiritual antes llamado libros de caballerías a lo divino o de aventura interior, publicado en Medina del Campo en 1552 con el título de Peregrinación de la vida del hombre puesto en batalla debajo de los trabajos que sufrió el caballero del Sol en defensa de la Razón. Fue escrito por el presbítero Pedro Hernández de Villaumbrales, quien lo dedicó al Condestable de Castilla Pedro Fernández de Velasco y Tovar.
Se tradujo al italiano y alemán. De la edición alemana no se conserva ningún ejemplar.
Resulta en la obra muy interesante el trasfondo histórico (las guerras italianas y la rivalidad entre el Emperador y Francisco I) que sirve de telón de fondo a una narración alegórica